# Robert Friedrich
Robert Friedrich, pseud. Litza (ur. 15 kwietnia 1968 w Babimoście) – polski kompozytor, wokalista, autor tekstów, gitarzysta, realizator dźwięku i producent muzyczny aktywny na scenach muzyki metalowej, rockowej i chrześcijańskiej. Członek zespołów Acid Drinkers, Luxtorpeda, 2Tm2,3, KNŻ, Arka Noego, Flapjack, Creation of Death i Turbo. Prowadzi również wytwórnię muzyczną S.D.C. oraz studio nagraniowe Małe Studio. Wielokrotny laureat Fryderyka z różnymi projektami.

## Życiorys
Robert Friedrich w dzieciństwie uczył się w szkole podstawowej o profilu sportowym, gdzie grał w piłkę ręczną. W okresie szkolnym zetknął się z gitarą, będąc w składzie prowizorycznego zespołu kolegów szkolnych, zaś pierwszych wskazówek gry na instrumencie udzielił mu poznany przypadkowo milicjant dzielnicowy.  Później w nauce gry na gitarze był instruowany przez Macieja Jahnza. Działalność artystyczną rozpoczął w lokalnym zespole Los Desperados, którego założycielem był Tomasz „Titus” Pukacki. Wkrótce potem muzyk dołączył do składu Slavoy, co doprowadziło do rozpadu Los Desperados. Ostatecznie w 1986 roku Friedrich, ponownie związał się z Pukackim w jego nienazwanym jeszcze zespole. Skład współtworzyli także Dariusz „Popcorn” Popowicz i perkusista Piotr „Chomik” Kuik. Tego samego roku w dniu koncertu Iron Maiden w Poznaniu, Friedrich i Pukacki postanowili sprzedać swoje bilety i za uzyskane pieniądze kupić alkohol. Wówczas powstała nazwa Acid Drinkers. Jednakże nowy zespół z Friedrichem pełniącym funkcję drugiego gitarzysty rozpadł się dwa miesiące później.
W 1989 po powrocie Pukackiego z wojska grupa Acid Drinkers wznowiła działalność. Tego samego roku Friedrich dołączył do składu Turbo. Wraz z zespołem występował niespełna rok. W tym czasie wziął udział w nagraniach trzech płyt: anglojęzycznych Epidemic (1989) i Dead End (1990) oraz polskojęzycznej Epidemie (1990). Także w 1990 roku ukazał się debiut Acid Drinkers zatytułowany Are You a Rebel?. W 1991 roku muzyk założył death-thrashmetalowy zespół Creation of Death. Wkrótce potem ukazał się jedyny album formacji Purify Your Soul (1991), po czym projekt został zarzucony. Następnie wraz z Acid Drinkers nagrał płyty Dirty Money, Dirty Tricks (1991), Strip Tease (1992), Vile Vicious Vision (1993), Fishdick (1994) oraz Infernal Connection (1994).

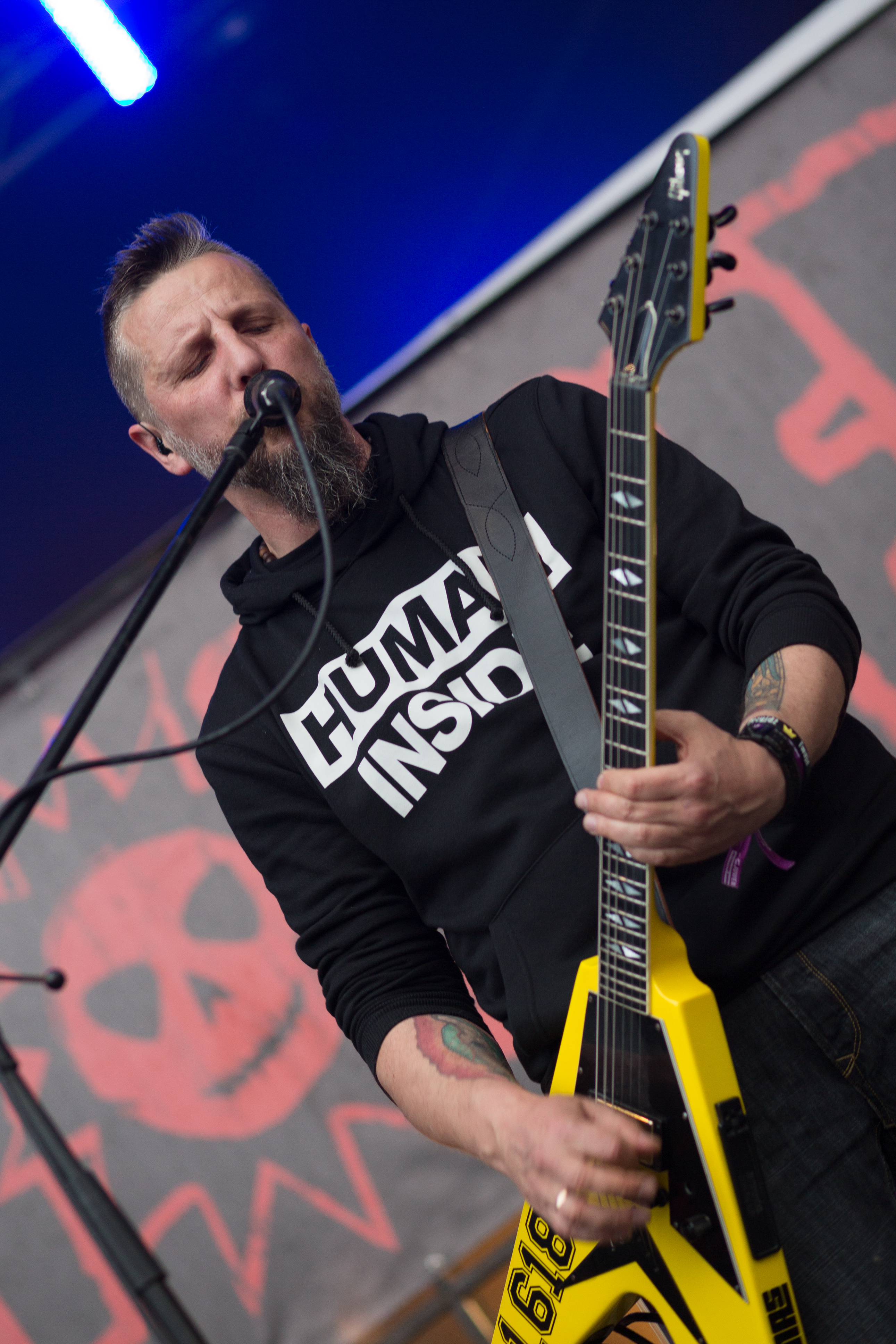
Robert Friedrich podczas koncertu Luxtorpedy 13 maja 2016

W 1994 roku Friedrich dołączył do składu Kazik na Żywo. W międzyczasie ukazał się debiut powstałego w 1993 roku zespołu Flapjack – Ruthless Kick (1994). Wkrótce potem z powodu problemów zdrowotnych zaprzestał pracy. Na skutek niewyleczonej grypy spędził dwa miesiące w szpitalu w okolicach kwietnia 1994 i przeszedł wówczas dwie operacje serca, podczas których wszczepieno mu sztuczne zastawki. Po dwukrotnej operacji serca (kwiecień 1994) powrócił na scenę w 1995 roku. Tego samego roku ukazał się pierwszy album KNŻ zarejestrowany z Friedrichem w składzie pt. Porozumienie ponad podziałami. Okazjonalnie podczas koncertów tego zespołu grywał także na perkusji. W 1996 razem z Tomaszem Budzyńskim, znanym z zespołu Armia, Dariuszem „Maleo” Malejonkiem członkiem kwintetu Houk powołał zespół 2Tm2,3. Następnie ukazały się płyty Flapjack – Fairplay (1996) i Juicy Planet Earth (1997), debiut 2Tm2,3 – Przyjdź (1997) oraz Acid Drinkers – The State of Mind Report (1996), High Proof Cosmic Milk (1998) i Varran Strikes Back – Alive!!! (1998). W 1998 roku Friedrich zdecydował się opuścić Acid Drinkers na rzecz innych projektów.
Z okazji obchodzonego Roku Ojca oraz organizowanej pielgrzymki papieża Jana Pawła II do Polski w 1999 skomponował muzykę i napisał słowa utworu „Tato”, w którym zaśpiewały jego dzieci oraz innych muzyków. Z czasem, na zamówienie telewizyjnego programu dla dzieci o charakterze religijnym, Ziarno (TVP1) komponował i nagrywał następne piosenki. Tak powstała grupa dziecięca Arka Noego, którą Friedrich stworzył wraz z członkami grupy 2Tm2,3, Marcinem Pospieszalskim, Maciejem „Ślimakiem” Starostą, Dariuszem „Maleo” Malejonkiem oraz Joszko Brodą. Wcześniej ukazała się także druga płyta KNŻ z Friedrichem w składzie zatytułowana Las Maquinas de la Muerte (1999). Rok później zespół Kazik na Żywo zaprzestał działalności. Przed 1999 Friedrich skomponował hymn Festiwalu Muzyki Chrześcijańskiej w Toruniu. W latach późniejszych Robert Friedrich intensywnie pracował z Arką Noego. Ukazało się szereg wydawnictw formacji w tym: A gu gu (2000), Kolędy i piosenki na żywo (2000), Mama tata mam 2 lata! (2001), Hip hip hura Alleluja! (2002), Daj na zgodę! (2003), Od rana do wieczora (2005), Nie ma to tamto – subito santo! (2006), Gadu Gadu (2008), Wszystkie piosenki (2008) oraz Pan Krakers (2011).

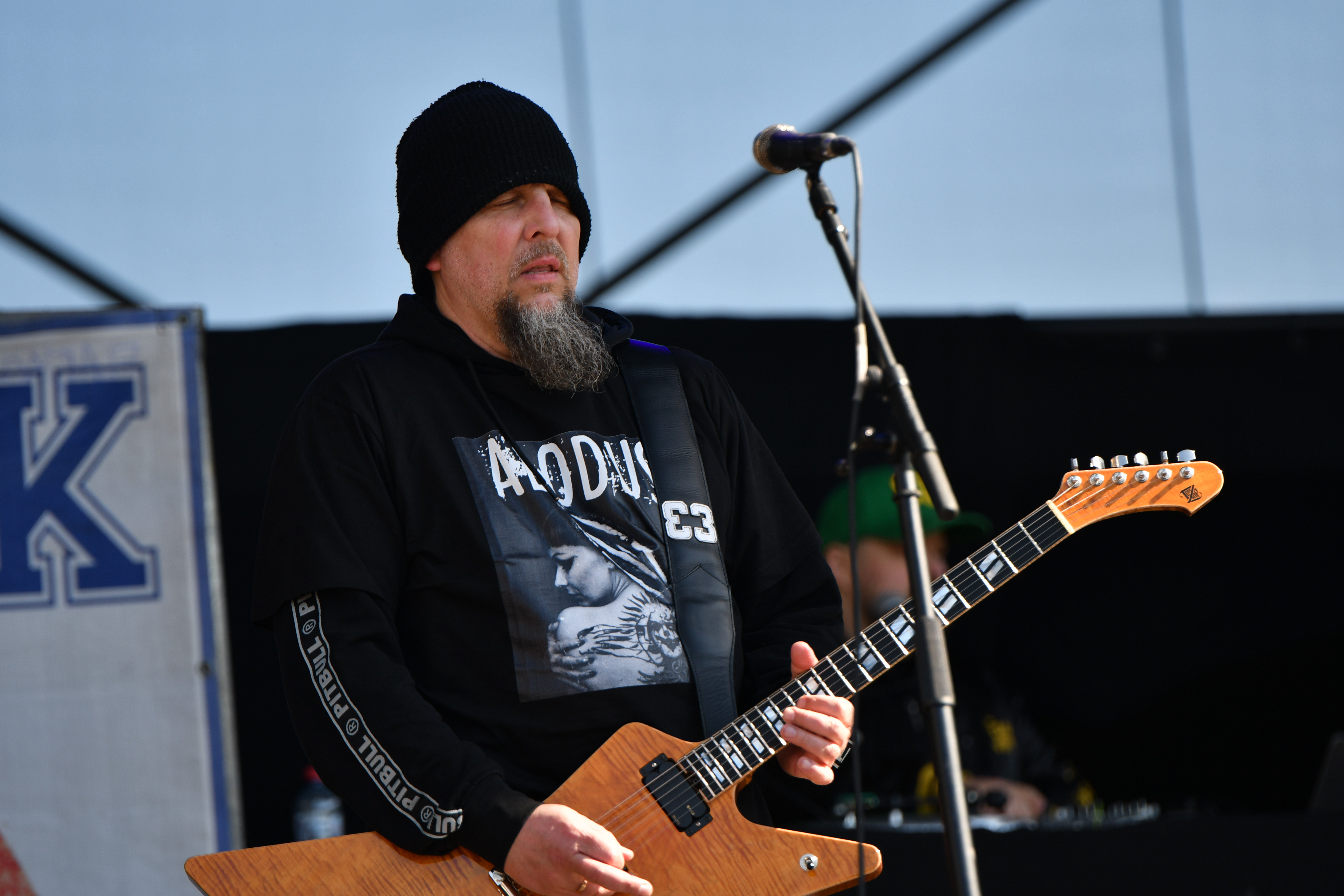
Robert Friedrich podczas koncertu Flapjack (2023)

W międzyczasie Friedrich opuścił skład Flapjack. Równolegle powstały także kolejne płyty 2Tm2,3 Pascha 2000 (2000), Propaganda Dei (2004), 888 (2006) oraz dementi (2008). W 2009 roku powrócił do reaktywowanej grupy Kazik na Żywo. Efektem był wydany w 2011 roku album Bar La Curva / Plamy na słońcu. Następnie powołał nowy projekt muzyczny pod nazwą Luxtorpeda. Do 2016 roku wraz z zespołem nagrał cztery albumy Luxtorpeda (2011), Robaki (2012), A morał tej historii mógłby być taki, mimo że cukrowe, to jednak buraki (2014) oraz Mywaswynas (2016). W 2015 zdecydował o odejściu z grupy KNŻ, co skutkowało ogłoszeniem zakończenia działalności tego zespołu.
Został prowadzącym program pt. „Młodzi Wielcy”, emitowany od 4 marca 2017 na antenie TVP2 i TVP ABC. Stworzył wykonaną przez Arkę Noego piosenkę pt. „Wyruszamy razem”, promującą kanał TVP ABC z okazji jego 4. rocznicy istnienia w 2018.
Nakładem Wydawnictwa Znak ukazały się dwie książki autorstwa Roberta Friedricha i Adama Szustaka: Wilki dwa. Męska przeprawa przez życie (2014) oraz Wilki dwa. W obronie stada (2017).
W 2024 powrócił do występów z Acid Drinkers w oryginalnym składzie.

## Życie prywatne
Jedyny syn i starsze dziecko (ma młodszą siostrę Magdalenę) oficera Wojska Polskiego, jest związany z Poznaniem. Poza karierą muzyczną wykonywał też prace fizyczne; pracował jako sprzedawca w sklepie, dekarz i sprzątacz w sieci sklepów Pewex. 
W 1986 r. poznał swoją przyszłą żonę Dobrochnę, którą poślubił 13 grudnia 1988 r. (pamiątką tego wydarzenia była instrumentalna miniatura "13.12.88" z albumu "Epidemic" vel "Epidemie" grupy Turbo). Mają siedmioro dzieci: Maję (ur. 1989), Wiktorię (ur. 1991), Różę (ur. 1993), Franciszkę (ur. 1997), Brunona (ur. 2000), Henryka (ur. 2002) i Urbana (ur. 2005). Jego szwagrem był Maciej „Ślimak” Starosta, który poślubił jego siostrę. Jest także spowinowacony z Tomaszem „Titusem” Pukackim.
W wyborach prezydenckich 2010 poparł kandydaturę Marka Jurka i wszedł w skład jego społecznego komitetu poparcia. Skomponował także muzykę na potrzeby kampanii kandydata.

## Dyskografia
- Turbo – Epidemic (1989, Metalmaster)
- Acid Drinkers – Are You a Rebel? (1990, Under One Flag)
- Turbo – Epidemie (1990, Polskie Nagrania Muza)
- Turbo – Dead End (1990, Under One Flag)
- Creation of Death – Purify Your Soul (1991, Under One Flag)
- Acid Drinkers – Dirty Money, Dirty Tricks (1991, Under One Flag)
- Acid Drinkers – Strip Tease (1992, Under One Flag)
- Acid Drinkers – Vile Vicious Vision (1993, Loud Out Records)
- Acid Drinkers – Fishdick (1994, Loud Out Records)
- Flapjack – Ruthless Kick (1994, Metal Mind Productions)
- Acid Drinkers – Infernal Connection (1994, MegaCzad)
- Kazik na Żywo – Porozumienie ponad podziałami (1995, S.P. Records)
- Flapjack – Fairplay (1996, Metal Mind Productions)
- Acid Drinkers – The State of Mind Report (1996, Polton)
- Flapjack – Juicy Planet Earth (1997, Metal Mind Productions)
- Acid Drinkers – High Proof Cosmic Milk (1998, Metal Mind Productions)
- Acid Drinkers – Varran Strikes Back – Alive!!! (1998, Metal Mind Productions)
- Kazik na Żywo – Las Maquinas de la Muerte (1999, S.P. Records)
- Sunguest – Labirynt (2008, Edycja Św. Pawła, miksowanie, mastering, koprodukcja)
- Tomasz Budzyński – Luna (2008, Innova Concerts, produkcja muzyczna, realizacja, miksowanie)
- Armia – Freak (2009, Isound Labels, fuzz, realizacja, miksowanie)
- Kazik na Żywo – Bar La Curva / Plamy na słońcu (2011, S.P. Records)
- Illusion – Anhedonia (2018, Presscom, śpiew w utworze „Śladem krwi”)[42]

## Filmografia
- 2Tm2,3 – chrześcijański rock (1996, film dokumentalny, reżyseria: Andrzej Horubała i Maciej Chmiel).
- Wojna światów – nawrócenie (2005, film dokumentalny, reżyseria: Jacek Ragnis)[43]
- Historia polskiego rocka: Teoria hałasu (2008, film dokumentalny, reżyseria: Leszek Gnoiński, Wojciech Słota)

## Nagrody i wyróżnienia
| Rok  | Kategoria/Tytułem                                                                | Nagroda                                                  | Nota      |
| ---- | -------------------------------------------------------------------------------- | -------------------------------------------------------- | --------- |
| 1994 | Najlepszy zespół                                                                 | Fryderyk                                                 | Nominacja |
| 1996 | Album roku rock (Acid Drinkers – The State of Mind Report)                       | Fryderyk                                                 | Nominacja |
| 1998 | Album roku hard & heavy (Acid Drinkers – High Proof Cosmic Milk)                 | Fryderyk                                                 | Laur      |
| 1999 | Album roku hard & heavy (Acid Drinkers – Amazing Atomic Activity)                | Fryderyk                                                 | Nominacja |
| 2000 | Kompozytor roku                                                                  | Fryderyk                                                 | Laur      |
| 2000 | Producent muzyczny roku                                                          | Fryderyk                                                 | Nominacja |
| 2000 | Autor roku                                                                       | Fryderyk                                                 | Nominacja |
| 2009 | Za szczególne wartości moralne i krzewienie wartości chrześcijańskich w kulturze | Feniks (Nagroda Fundacji Polskich Kawalerów Maltańskich) | Laur      |